# Hisao Hori
Hisao Hori (堀寿夫, Hori Hisao), né à Niihama en 1967 ou 1968, est un astronome amateur japonais.

## Biographie
Hisao Hori est responsable scientifique au Centre des Sciences de Anan, au Japon.
Le Centre des planètes mineures le crédite de la découverte de trois astéroïdes, effectuée entre 2004 et 2005, toutes avec la collaboration de Hiromu Maeno.
| (181043) Anan     | 4 août 2005       |
| (190057) Nakagawa | 14 septembre 2004 |
| (220736) Niihama  | 11 octobre 2004   |